# 堤信遠
堤 信遠（つつみ のぶとお）は、平安時代後期の武士。

## 略歴
勇士として知られ、一族の伊豆国目代山木兼隆の後見人となり、山木館の北側に屋敷を構えた。信遠は伊豆国の田方郡を根拠としており、兼隆が一時的に伊豆へ配流されていた折から結びついていた。同じ田方郡には北条時政も本拠としており、流人の境遇であった源頼朝を庇護していた。田方郡の支配を巡る信遠と時政の対立に加え、それぞれが庇護する流人である兼隆と頼朝の対立、という二重の対立要素があったと考えられている。
治承4年（1180年）8月17日未明、頼朝が北条氏・佐々木氏らを従えて山木館襲撃のために挙兵すると、兼隆とともにその標的となる。佐々木定綱・高綱が北条氏の雑色源藤太の案内を受けて信遠邸を包囲し、佐々木経高が前庭に侵入して頼朝挙兵の嚆矢となる一矢を放った。信遠は太刀を取って経高と戦ったものの経高の射た矢を受け、突入してきた定綱・高綱の加勢もあってついに討たれた。

## 関連作品
映画
- 『富士に立つ若武者』（1961年、東映） - 演：阿部九州男

テレビドラマ
- 『新・平家物語』（1972年、NHK大河ドラマ） - 演：杉田俊也
- 『鎌倉殿の13人』（2022年、NHK大河ドラマ） - 演：吉見一豊